# 유텔샛
유텔샛 S.A.는 프랑스에 본부를 둔 통신위성 제공자이다. 유럽 대륙 전체와 중동, 아프리카, 인도 그리고 아시아와 아메리카 대륙의 대부분을 통달 범위로 하여, 세계에서 가장 선두적인 인공위성 사업자 중 하나이다.  
유텔샛의 통신위성들은 6,000개의 텔레비전 방송국의 송신을 담당하며, 그 중 600여 개가 HD 방송이다. 이외에도 1,100개의 라디오 방송국과 2억 7,400만의 유선 방송 혹은 위성 방송 시청가구들을 담당한다. 유텔샛의 위성은 또한 텔레비전 배급 서비스, 사내 네트워크, 모바일 커뮤니케이션, 육해공 교통수단 내에서의 인터넷 연결과 브로드밴드 접근을 돕고 있다. 유텔샛은 파리에 본부를 두고 있다. 현재 유텔샛 커뮤니케이션즈 최고경영자는 루돌프 벨메이다.